# پارک ملی کالکالپن
پارک ملی کالکالپن (به انگلیسی Limestone Alps National Park) یک پارک ملی در رشته کوه آلپ شمالی است که در ایالت اوبراسترایش، اتریش واقع شده‌است. این پارک در سال ۱۹۹۷ تأسیس شد.

## شرح
این پارک شامل بزرگترین منطقه جنگلی اروپای مرکزی و همچنین بزرگترین منطقه کارست در اتریش است و در ۲۵ ژوئیه ۱۹۹۷ افتتاح شد، و مساحت آن ۲۰٬۸۲۵ هکتار (۵۱٬۴۶۰ جریب فرنگی).